# معركة جبل برقو
معركة جبل برقو هي معركة بجبل برقو في تونس حدثت من 8 إلى 13 نوفمبر 1954 وحسب بعض الشهادات الشفاهية فإنها كانت بإيعاز من الحزب الحر الدستوري الجديد..حيث أن بعض عناصر الحزب راهنت وقتها على الفلاقة كقوة ضاغطة لدفع مجرى المفاوضات مع فرنسا للحصول على الاستقلال الداخلي.
وقد تكونت قبل المعركة لجنة سرية للمقاومة هدفها جمع الأسلحة وذلك في مارس 1952 وكان يشرف عليها عبد القادر زروق أحد أعضاء الجامعة الدستورية بالكاف.وتعد هذه اللجنة نتاج اقتراح تقدم به الطيب بن غرسة رئيس الشعبة الدستورية ببرقو للمنجي سليم حول تكوين نواة للمقاومة ببرقو وقد أبدى المنجي سليم موافقته.وبادر عبد القادر زروق بالتعاون مع عبد الله الشاوش بجلب 20 قطعة سلاح من منجم ونزة إلى برقو.
ولم تنتظم المقاومة الفعلية إلا في مارس 1953 أي بعد انعقاد اجتماع بسيدي حمادة. وبداية من جوان 1953 تجلت مظاهر المقاومة في عمليات التخريب في عديد المواقع وتفجير الجسور واقتحام قرى عدد من المعمرين للاستيلاء على الأسلحة ومن بينهم كريوس وقرنيز وموصاك وهم من المعمرين الذين دعموا اليد الحمراء في المدن.وكرد فعل على ذلك تكونت ببرقو أواخر 1953 اليد السوداء التي ضمت عناصر من الشبيبة الدستورية..
كما تتالت عديد المعارك الجبلية خلال الفترة الفاصلة بين مايو وأكتوبر 1954 وناهز عددها 18 على غرار معركة جبل عرباطة ومعركة جبل بوهدمة ومعركة جبل إشكل ومعركة جبل هداج ومعركة جبل المالوسي ودفع ذلك الحماية إلى رفع قرار حل الحزب الحر الدستوري الجديد في 30 سبتمبر 1954.

## وصلات خارجية
- فيديو حول معركة برقو وجبل برقو على قناة الوطنية 1